# 御互道
御互道（おごどう）は三枝誠が2001年に創始した健康武道。
その体系は養神館合気道、極真空手、肥田式強健術、野口整体、桜沢式食養法などを融合させたもので、武術的な技術のみならず、呼吸法や食養法なども含んでいたが後に御互道は生活武道「御式内」となった。